# هری آدامز

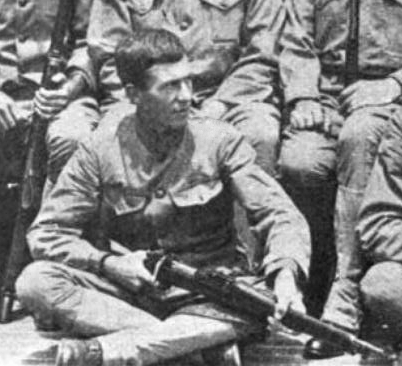
هری آدامز در المپیک تابستانی ۱۹۱۲ استکهلم

هری آدامز (انگلیسی: Harry Adams; ۱ اکتبر ۱۸۸۰ – ۱۲ اوت ۱۹۶۸) ورزشکار اهل ایالات متحده آمریکا بود.
او در مسابقات کشوری و بین‌المللی در مجموع برندهٔ ۱ مدال طلا شده‌است.